# Microsoft Telephony API
TAPI (англ. Telephony Application Programming Interface — интерфейс программирования приложений для телефонии) — позволяет подключать ПК, работающие под управлением Windows, к системам передачи голосовой информации — офисным телефонным станциям, аналоговым телефонным каналам. Благодаря этому пользователи получают возможность сочетать речевые переговоры с обменом компьютерными данными.

## Архитектура TAPI
В состав TAPI входят:
- Динамически подключаемая библиотека TAPI — определяет уровень абстракции, отделяющий приложения от поставщиков услуг. Библиотека загружается в адресное пространство приложения и устанавливает связь по протоколу RPC с сервером TAPI. Начиная с версии 3.0, библиотека также создаёт объект поставщика медиа-услуг (MSP) и связывается с ним по интерфейсу MSPI.
- Сервер TAPI — отслеживает ресурсы связи, доступные на локальной машине, связывается с поставщиками услуг телефонии (TSP) через интерфейс TSPI.
- Поставщик услуг телефонии — динамически подключаемые библиотеки для управления коммуникационными устройствами. Выполняются отдельным потоком в контексте сервера TAPI.
- Поставщик медиа-услуг — набор COM-объектов для управления медиаданными. Для связи между MSP и TSP используется виртуальная связь через библиотеку и сервер TAPI.

## История
| Версия | Год выпуска | Поддерживаемые ОС                    |
| ------ | ----------- | ------------------------------------ |
| 1.3    | 1991        | Windows 3.1                          |
| 1.4    | 1995        | Windows 95                           |
| 2.0    | 1996        | Windows NT                           |
| 2.1    | 1997        | Windows 2000, Windows NT, Windows 95 |
| 3.0    | 1999        | Windows 2000                         |
| 3.1    | 2001        | Windows XP, Windows 2000             |